# Руцький Микола Миколайович
Руцький Микола Миколайович (нар. 28 березня 1961 року, Ільпибоки) — український поет, письменник, дослідник УПА.

## Біографія
Народився 28 березня 1961 року в селі Ільпибоки, Демидівського району, Рівненської області в селянській родині. Його батько Микола «Довбуш» Руцький (1911–2006) у 1943 р. був господарчим УПА села Ільпибоки, а з березня до 6 травня (до поранення) воював у курені к-ра Андрія Трачука-"Бувалого". Учасник Гурбенської битви та рейду з'єднання УПА "Донбас" на Полісся. 
Закінчив Демидівську середню школу, а в 1983 році українське відділення філологічного факультету Львівського державного університету імені І.Франка. Працював учителем, науковим співробітником Острозького історико-культурного музею-заповідника, журналістом, редактором видавничого центру фірми «Надія», режисером телекомпанії «Руна», заступником редактора міської газети "Нетішинський вісник", а з вересня 2002 до вересня 2018 року - на різних посадах у міськвиконкомі Нетішинської міськради. Один із лідерів і засновників Народного Руху на Славутчині. Обирався депутатом Нетішинської міської та Хмельницької обласної рад народних депутатів 21 скликання. Друкувався у республіканському літературному альманасі «Вітрила» (1988, 1989), у Хмельницькій антології «Сто поезій ста поетів» (1992), журналі «Дзвін» у рубриці «Вірші наших читачів» (№ 12, 1992), у літературно-мистецькому альманасі "Нетішинських талантів дивоцвіт" (1-2 випуски, 2007, 2008), у літературно-мистецькому журналі "Погорина" (№9, 2009, м. Рівне), у літературно-мистецькому журналі "Німчич" (2018, м. Вижниця), альманасі "Південний Буг" (2019, м. Хмельницький), у наукових краєзнавчих збірниках «Житомир в історії Волині й України» (1994) та «Велика Волинь» (1994), "Острозький краєзнавчий вісник" (2007), "Вісник Нетішинського краєзнавчого музею" (2003-2004), "Наукові записки національного університету "Острозька Академія" (випуск №16, 2010). Стаття «Останній бій художника УПА Ніла Хасевича» вийшла у 1996 році в книзі австралійського письменника українського походження Юрія Борця (Ю. М. Пашківського). Лауреат Хмельницької обласної премії імені Якова Гальчевського «За подвижництво у державотворенні» (1996) за дослідницьку роботу в історії національно-визвольних рухів Волині та Поділля та Хмельницької обласної журналістської премії ім. Дмитра Прилюка (2019) за документальний роман про УПА "Ми у вічі сміялися смерті...". У 2009 році нагороджений "Пам'ятною відзнакою "Гурби 1944-2009 №37 від Рівненської обласної організації Всеукраїнського Братства ОУН-УПА ім. генерала Романа Шухевича за дослідження Гурбенського бою. У 2022 р. за повість "Вертеп смерті: розіп'яте село" нагороджений літературно-мистецькою Крайовою премією ім. Лесі Українки мистецького об'єднання "Український клуб". 
Член Національної спілки письменників України.
Проживає у місті Нетішині Хмельницької області.

## Книги
- «Куди ідеш» (1990) — збірка поезій
- «Музика одинокого серця» (1992) — поезія і проза
- «На переломі» (1993) — літопис національно-демократичного руху Славутчини (1993)
- «Коли ви вмирали вам дзвони не грали» (1994) — документальна повість
- «Голгофа» (1996) — документальна історична розповідь
- "Система" (1998) - поезія і проза
- «Вертеп смерті» (2003) — історична повість
- «Вони виборювали волю України» (2009) — документальна повість
- «Котел. З Гурбів до Славути.» 1944." (2011-2012) - документальна повість
- «Ми у вічі сміялися смерті…» (2019) - документальний роман[1]
- "Зірвиголови" (2020) - документальний роман
- "Вертеп смерті: розіп'яте село" (2021)- документальна історична повість
- "Сповідь" (поезія, 2023 р.)